# Тамбов (аеропорт)
Тамбов (також рос. Тамбов-Донское) — цивільний аеропорт за 10 км на північний схід від міста Тамбов в РФ.
Аеропорт належить адміністрації Тамбовської області. В 2023 на ньому провели реконструкції злітно-посадкової смуги.